# Rannée
Rannée is een gemeente in het Franse departement Ille-et-Vilaine (regio Bretagne). De plaats maakt deel uit van het arrondissement Fougères-Vitré. Rannée telde op 1 januari 2022 1.081 inwoners.

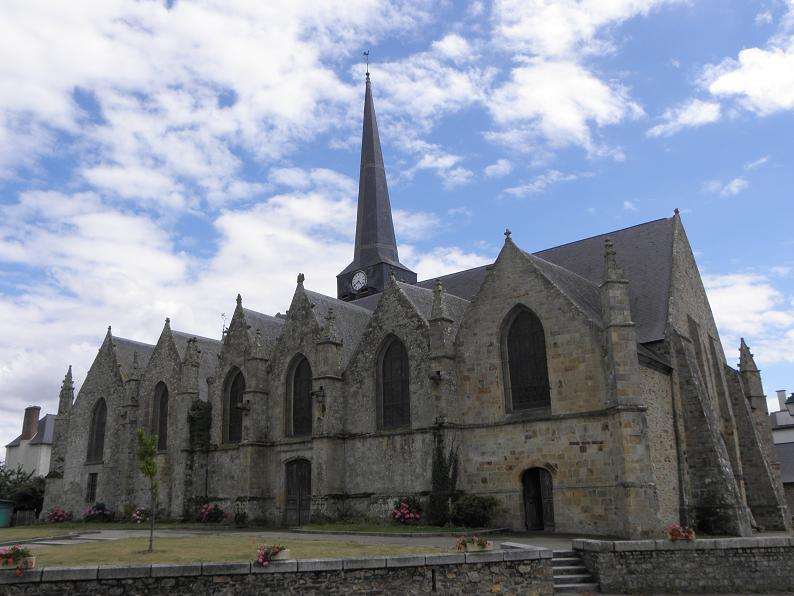
Kerk van Rannée
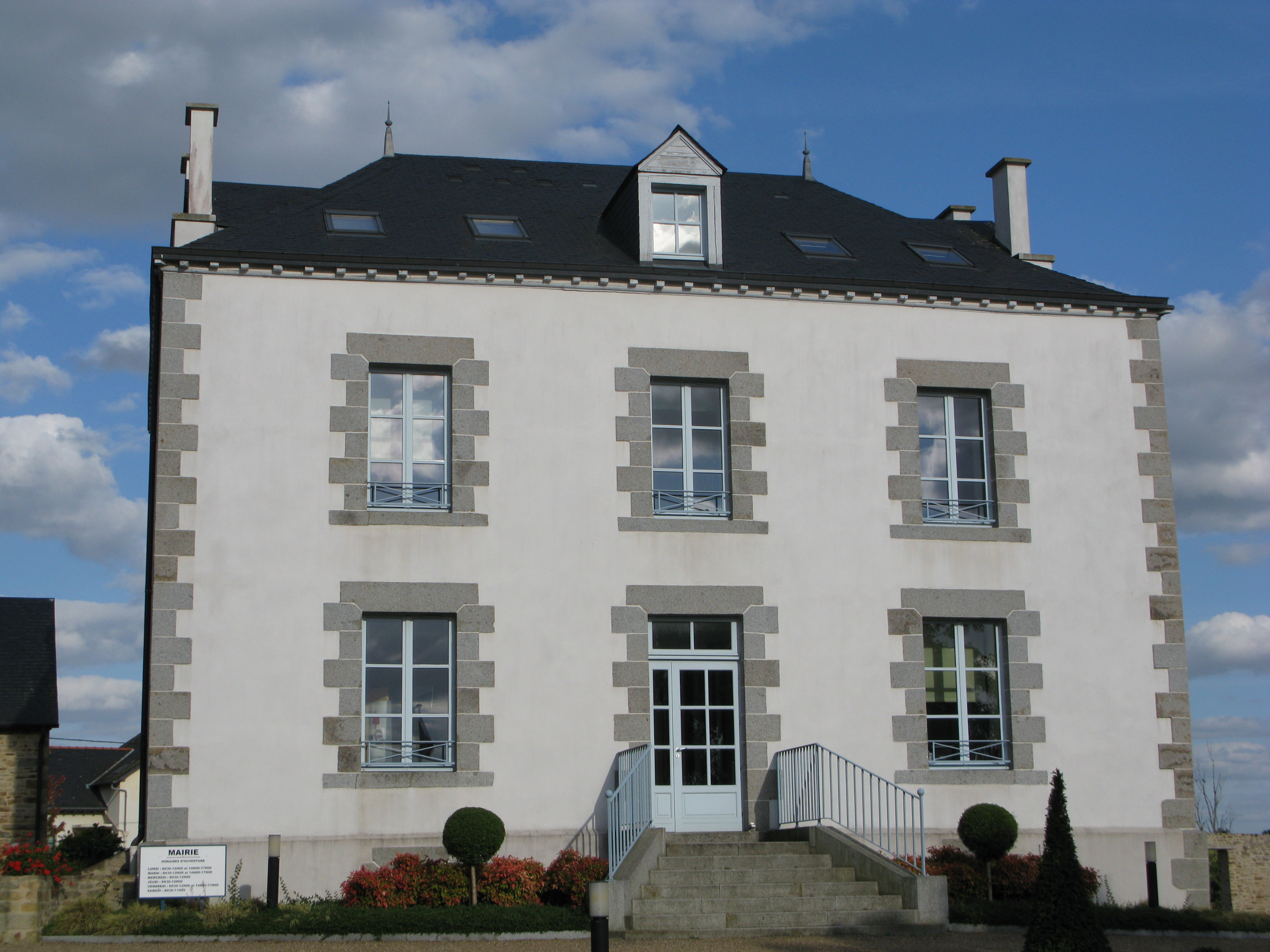
Gemeentehuis

## Geografie
De oppervlakte van Rannée bedroeg op 1 januari 2022 51,95 vierkante kilometer; de bevolkingsdichtheid was toen 20,8 inwoners per km².

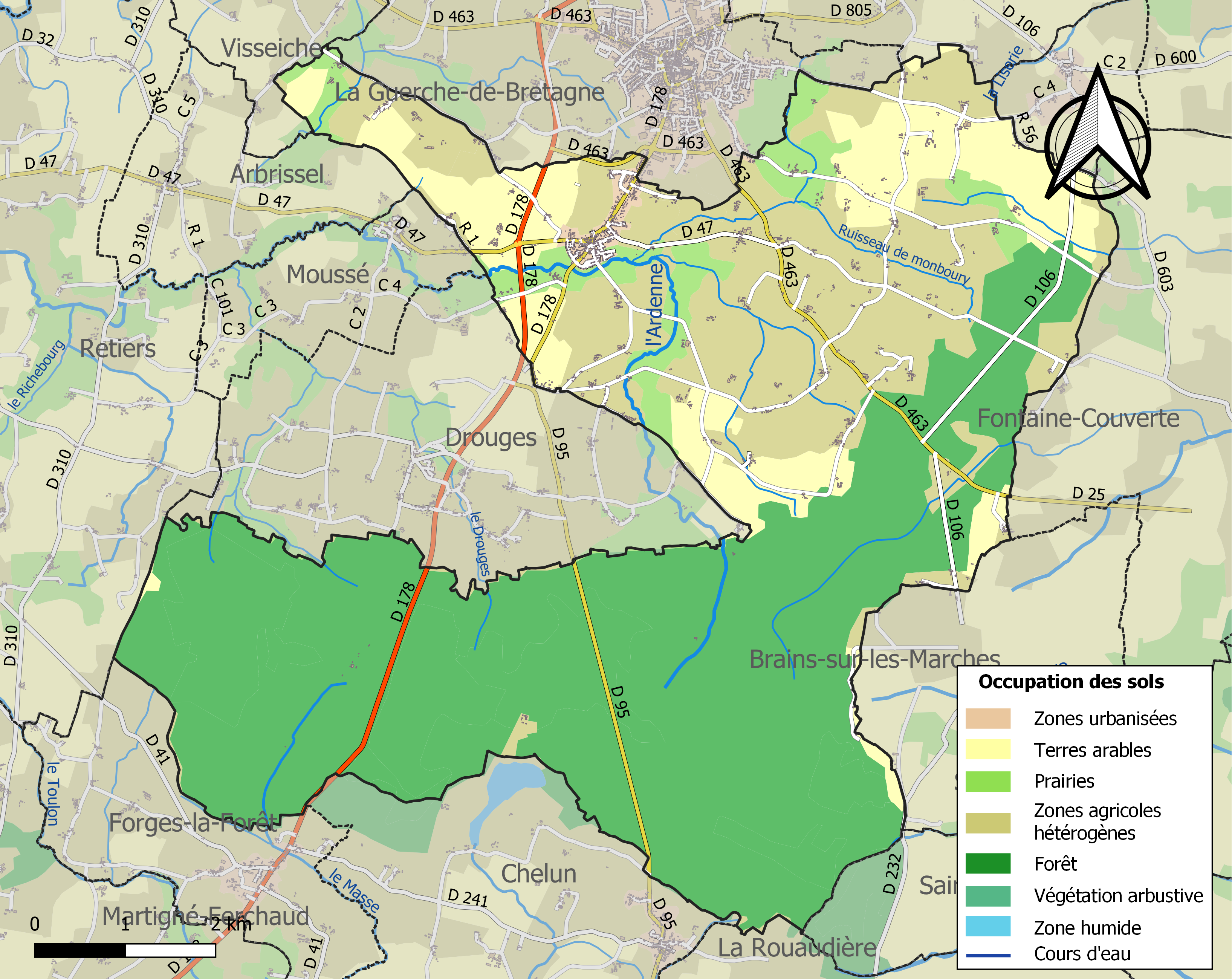
Kaart van de gemeente met belangrijkste infrastructuur, bodemgebruik en omliggende gemeenten

## Demografie
Onderstaande figuur toont het verloop van het inwonertal (bron: INSEE-tellingen).